# Metallyra septentrionalis
Metallyra septentrionalis är en skalbaggsart som beskrevs av Pierre Lepesme och Stefan von Breuning 1956. Metallyra septentrionalis ingår i släktet Metallyra och familjen långhorningar.
Artens utbredningsområde är Kenya. Inga underarter finns listade i Catalogue of Life.